# レイチェル・スミス

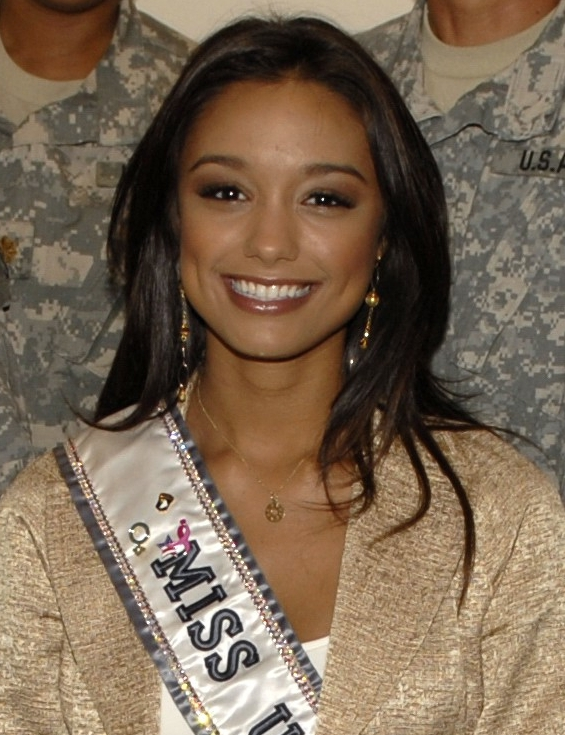
レイチェル・スミス

レイチェル・スミス（Rachel Renee Smith、1985年4月18日 - ）は、パナマ生まれ、テネシー州出身のアメリカ合衆国のミスコンテスト勝者。身長約180センチ。

## 来歴
南アフリカ系黒人の父、白人の母のもとパナマの米軍基地で誕生。2006年、テネシー州ナッシュビルのベルモント大学を優等で卒業。ジャーナリズムを専攻した。大学では、授業料全額支給の奨学金を獲得している。大学時代は、米ＴＶ司会者オプラ・ウィンフリーの所有する企業でインターンをし、ミスUSA勝利後はオプラ・ウィンフリーのトークショーに出演した。

## Miss Teen USA
レイチェルは、州大会においてミス・テネシー・ティーンUSA2002に選ばれた。前年も同大会に挑戦していたが、その際は4位であった。州大会優勝を受けて、ミス・ティーンUSA2002に出場し、TOP10に選ばれる健闘（総合9位）だったほか、ミス・フォトジェニック賞を受賞した。

## Miss USA
2006年10月、レイチェルは州大会においてミス・テネシーUSAに選ばれ、ミスUSAへの出場権を得た。ミス・テネシー・ティーンUSAだった者がミス・テネシーUSAにも選ばれたのは、彼女で4人目である。2007年3月23日、米ロサンゼルスのコダック・シアターにおいて開催された大会で、見事ミスUSAに選ばれ、テネシー州２人目の優勝者となった。ミス・ティーンUSA出場経験者がミスUSAで優勝したのはこれで3年連続となる。ちなみに、州大会と全国大会で同じイヴニングガウンを着ていたことも話題になった。このドレスはJovaniによるもの。

## Miss Universe
USA代表として、レイチェルは2007年5月28日メキシコシティで行われたミス・ユニバース2007大会に出場した。
アメリカの移民取り締まり政策などによる南米諸国との関係悪化を受けて、レイチェルはたびたびメキシコの観客からブーイングを受けた。大会当日は、TOP10に勝ち進んだ彼女がイヴニングガウン審査の最中、ドレスの裾につまづいて転倒するというハプニングがあった。それでも果敢に審査を終えた彼女に声援が送られたが、転倒したにもかかわらずTOP5に勝ち進んだレイチェルに対して地元のミス・メキシコはTOP10どまりだったために、ブーイングは激しさを増した。質疑応答の審査でもブーイングはやまず、「メキシコ」コールが鳴り響いた。ようやく観衆が声援を送ったのは、質疑応答の締めくくりにレイチェルがスペイン語で挨拶をしてからであった。
大会後、ミス・ユニバース機構を共同保有するドナルド・トランプは「レイチェル個人に対してではなく、アメリカの政策に対するものだ」とブーイングに対するコメントを述べた。
レイチェルは総合5位に入賞した。
同じくメキシコで開催されたミス・ユニバース1993大会でもミスUSAはブーイングを受けている。